# 8796 Sonnett
A 8796 Sonnett (ideiglenes jelöléssel (8796) 1981 EA12) a Naprendszer kisbolygóövében található aszteroida. Schelte J. Bus fedezte fel 1981. március 7-én.